# Heizperiode
Als Heizperiode oder Heizzeit wird in der Heizungs- und Klimatechnik der Zeitraum bezeichnet, in dem die Heizanlage in Betrieb genommen werden muss, um die Innentemperatur zu halten. Bezug ist ein Grenzwert der mittleren Außentemperatur, die Heizgrenze und ein Richtwert der Innentemperatur.
Eine gesetzliche Regelung über die Dauer, Beginn oder Ende einer Heizperiode ist nicht verankert. Sie ist von Klima, geographischer und Höhenlage und anderen Faktoren abhängig und an jedem Ort verschieden. 
Der Begriff Heizperiode existiert in mehreren Definitionen:
- Heizsaison:
  - die Zeitspanne vom ersten bis zum letzten Heiztag einer Wintersaison, gemäß Energiewirtschaftsgesetz vom 1. Oktober bis zum 31. März[1]
  - einen festen ortsüblichen Zeitraum, etwa für Südwestdeutschland maximal 1. September bis 31. Mai[2]
- einen Zeitraum, in dem das Fünftagesmittel unter die Heizgrenze fällt

## Mietvertragliche Regelungen über die Heizperiode
Aufgrund der fehlenden gesetzlichen Regelung wird die Heizzeit in Deutschland in vielen Mietverträgen vereinbart. Die deutsche Rechtsprechung hat für den Fall einer fehlenden Vereinbarung im Mietvertrag als Heizperiode die Zeit vom 1. Oktober bis 30. April festgelegt (Düsseldorf). Die österreichische Rechtsgewohnheit greift allgemein auf den Begriff der Ortsüblichkeit zurück.
Während der Heizperiode muss ein Vermieter sicherstellen, dass der Mieter seine Mietwohnung beheizen kann. Doch auch außerhalb der Heizperiode muss die Heizanlage betrieben werden, wenn die Temperatur in der Wohnung länger als zwei Tage unter 18 °C sinkt oder sofort, wenn sie unter 16 °C sinkt.